# Suspiria (альбом)
Suspiria — дебютний альбом австрійського симфо-метал-гурту Darkwell.
Слово suspiria є множиною від лат. suspīrĭum (глибокий подих, зітхання).
Darkwell уклав угоду з Napalm Records у рік заснування групи — 1999. У березні 2000 року вони почали запис свого дебютного альбому, на якому їм вдалося зміксувати тендітний, але потужний вокал з гітарою та водночас потужними басами.
Невдовзі після початку студійної роботи вони вирушили в тур з колегами по лейблу Tristania та The Sins of Thy Beloved. Цей тур закінчився вдало: фестиваль Wave-Gotik-Treffen запросив їх ще до випуску першого альбому, після чого було багато концертів і тур із Graveworm і Vintersorg.
Альбом записаний на Lungfull Studios (Мюнхен) у березні/квітні 2000 року. Вийшов 19 вересня 2000 року у форматі CD на Napalm Records, згодом декілька разів перевидавався.

## Трек-лист
Усі тексти написані Darkwell, за винятком «Suspiria» (Henry J. Longfellow).
| #     | Назва                                    | Тривалість |
| ----- | ---------------------------------------- | ---------- |
| 1.    | «Pictures Of Strive»                     | 3:59       |
| 2.    | «Blackheart»                             | 4:45       |
| 3.    | «Ladies' Choice»                         | 6:53       |
| 4.    | «Path To Salvation (Intro)»              | 1:55       |
| 5.    | «Two Souls Creature 1: The Beginning»    | 4:13       |
| 6.    | «Two Souls Creature 2: The Salvation»    | 3:39       |
| 7.    | «Two Souls Creature 3: The Rejuvination» | 4:23       |
| 8.    | «Suspiria»                               | 5:13       |
| 9.    | «Realm Of Darkness»                      | 5:16       |
| 10.   | «Armageddon»                             | 6:33       |
| 46:52 |                                          |            |

## Учасники

### Основні учасники
- Александра Піттрачер — вокал (лідер)
- Крістіан Філіп — клавішні, вокал (супровід)
- Роман Вініке — гітари
- Роланд Вурцер — бас
- Моріц Нойнер — ударні

### Інший персонал
- Марчелло де Грегорі — продюсер
- Марк Патрік Флейшер — продюсер, інженер, зведення, мастеринг
- Йоахім Бергауер — фотографія
- Ліза Клінгеншмідт — дизайн обкладинки
- Роланда Вурцера — дизайн
- Георг Грауда — дизайн[4]

## Прийняття
Рейтинг AllMusic дав альбомові 3 зірки з 5 — стільки ж, скільки користувачі сайту.
На Encyclopaedia Metallum альбом отримав чотири рецензії з середнім рейтингом 89 %.
Рецензенти відзначили альбом як надзвичайну роботу в готичному металі. «Якість, глибина та здатність кожної теми та лейтмотиву привернути увагу слухача й утримати її до кінця виправдовує будь-який надлишок тону. Він темний, він сумний, і він перш за все сильний.» «Оперний вокал із глибоким дез-металним фоном, який надто насичений, щоб назвати його дум-металом». «Ніжний, але дивовижно приємний голос створює чудовий контраст із темними мелодіями, які створюють низькі баси та гітари, а також низький чистий вокал у виконанні клавішника.» «Мелодійний, але важкий; атмосферний і такий, що запам'ятовується… Приділяючи значну увагу гітарам і рифам, простим, але зворушливим ритмам і використовуючи консервативні та прості клавішні мелодії, щоб додати витонченості та відтворити вокал, Дарквеллу вдається зберегти твердість у їхньому тоні, що добре поєднується з їхнім готичним містицизмом.»
Джейсон Ганді на AllMusic відзначив вокал Александри як «ніжну суміш Лів Крістін із Tragedy та альтових кельтських співів The Cranberries». «У всьому альбомі присутній постійний фон дарквейву 80-х, що надає гурту дещо іншого колориту, ніж більшість (інших)».